# 计盒维数
在分形几何中, 计盒维数也称为盒维数、闵可夫斯基维数，是一种测量距离空间(X, d)（特别是豪斯多夫空间）比如欧氏空间 Rn 中分形维数的计算方法。
要计算分形 S 的维数，你可以想象一下把这个分形放在一个均匀分割的网格上，数一数最小需要几个格子来覆盖这个分形。通过对网格的逐步精化，查看所需覆盖数目的变化，从而计算出计盒维数。
假设当格子的边长是 ε 时，总共把空间分成 N 个格子，那么计盒维数就是：
{\displaystyle \dim _{\rm {box}}(S):=\lim _{\varepsilon \to 0}{\frac {\log N(\varepsilon )}{\log(1/\varepsilon )}}}
当极限不收敛时，我们必须指出顶盒维数或底盒维数，或者说，计盒维数仅在和顶盒维数与底盒维数相等时才是有定义的。顶盒维数也称为能量维数、科莫格洛夫维数、科莫格洛夫容积，或者闵可夫斯基上界维数，类似的可定义闵可夫斯基下界维数。
计盒维数以及顶盒维数、底盒维数都和更常用的豪斯多夫维数有关，而且它们通常是一致的，只有在极特别的情况下才有区别。更详细的区别参考下文。另一个分形维的度量是关联维数。

## 定义的变化
盒子可以是方的，也可以是圆的，我们可以用半径为 ε 的球来覆盖空间，并逐步减小球的半径。使用球的好处是，它比方形的数学形式更简单，并且更容易应用到更一般的距离空间，而方形仅在欧几里德空间中才有直观的定义。
而使用方形的格子也有它的好处，在很多情况下方格的 N (ε) 计算更简单，并且盒子的数目和它的覆盖数是相等的，而同样的覆盖数，需要更多个球。

## 与豪斯多夫维数的关系
计盒维数是定义分形维的若干种方法之一。对于很多定义良好的分形来说，这些不同分数维的值是相等的。特别是当分型满足开集条件时，这些维数一致。比如说，对康托集来说，它的豪斯多夫维数、底盒维数、顶盒维数都等于 log(2)/log(3)。然而它们的定义是不同的。
计盒维数和豪斯多夫维数存在如下不等式：
{\displaystyle \dim _{\operatorname {Haus} }\leq \dim _{\operatorname {lowerbox} }\leq \dim _{\operatorname {upperbox} }}
一般的这两个不等式可能是严格不等的。当分型在不同尺寸有着不同行为时，顶盒维数可能大于底盒维数。例如，验证一下区间 [0,1] 中满足以下条件的数集
对于任何 n， 所有在第 22n 位和第 22n+1 − 1 位之间（含两端）的数字均为 0
在“奇位置区间”的数位没有限制，例如，在第 22n+1 位和 22n+2 − 1 位间的数字没有限制，可以取任何值。该分型的顶盒维度为 2/3 而底盒维度为 1/3。这点很容易通过计算N(ε) （{\displaystyle \varepsilon =10^{-2^{n}}}）并注意到这些值在 n 分别取奇数和偶数时表现不同来证实。
更多例子：有理数集 {\displaystyle \mathbb {Q} } ，是一可数集故而其 {\displaystyle \dim _{\operatorname {Haus} }=0} ，但是其 {\displaystyle \dim _{\operatorname {box} }=1} 因为其闭包 {\displaystyle \mathbb {R} } 的维度是 1 。实际上，
{\displaystyle \dim _{\operatorname {box} }\left\{0,1,{\frac {1}{2}},{\frac {1}{3}},{\frac {1}{4}},\ldots \right\}={\frac {1}{2}}.}
这些例子显示了增添可数集能改变计盒维度，揭示了这种维度的一种不稳定性。

## 参見
- 不确定性系数（英语：Uncertainty exponent）
- 关联维数（英语：Correlation dimension）
- 豪斯多夫维数
- 空隙度（英语：Lacunarity）
- 填充维数（英语：Correlation dimension）
- 外尔-贝里猜想